# Koszatnik pilchowaty
Koszatnik pilchowaty (Octodontomys gliroides; nazwa lokalna: Chozchoz; ang.: Mountain Degu) – gatunek gryzonia z monotypowego rodzaju koszatnik (Octodontomys) z rodziny koszatniczkowatych (Octodontidae), zamieszkujący tereny południowo-zachodniej Boliwii, Chile, północnej i północno-zachodniej Argentyny. Ich siedliskiem są wysoko położone suche tereny górzyste i płaskowyż Altiplano, zlokalizowane na wysokości od 2000 do 5000 m n.p.m., co w znacznym stopniu odróżnia ją od gatunku typowego rodziny – koszatniczki pospolitej zamieszkującej tereny do 2000 m n.p.m.

## Nazewnictwo
W wydanej w 2015 roku przez Muzeum i Instytut Zoologii Polskiej Akademii Nauk publikacji „Polskie nazewnictwo ssaków świata” gatunkowi nadano nazwę koszatnik pilchowaty, rezerwując nazwę koszatnik dla rodzaju tych gryzoni.

## Genetyka
Garnitur chromosomowy O.gliroides tworzy 38 par chromosomów.

## Morfologia
Koszatniki pilchowate mają miękkie, gęste futro podobne do szynszyli, najczęściej koloru szarego. Waga dorosłego osobnika wynosi 100-200 g. Waga po urodzeniu – ok. 17 g. Długość tułowia ok. 18 cm, ogona - do 18 cm. Oczy i uszy są stosunkowo duże, ogon - podobnie jak u spokrewnionych z nią koszatniczek pospolitych – zakończony charakterystycznym „pędzelkiem”, który jest jednak u nich większy. Temperatura ciała wynosi 37,2 °C. Ciąża trwa ok. 104 dni. Wiek osiągnięty przez osobnika w badaniach laboratoryjnych wyniósł 7,6 roku, ale prawdopodobnie mogą żyć dłużej. Według IUCN, koszatnik pilchowaty nie należy do gatunków zagrożonych wyginięciem.
| Część ciała          | przedział    | wymiar średni |
| -------------------- | ------------ | ------------- |
| łączna długość ciała | 301–361 mm   | 324 mm        |
| tułów z głową        | 159–190 mm   | 176 mm        |
| ogon                 | 115–177 mm   | 149 mm        |
| tylne łapy           | 31,4–39 mm   | 35,8 mm       |
| uszy                 | 21,1–32 mm   | 28,2 mm       |
| czaszka              | 42,4–47,7 mm | 45,3 mm       |
| czaszka              | 26–29,5 mm   | 27,5 mm       |